# Tayasan
Tayasan ist eine philippinische Gemeinde in der Provinz Negros Oriental. Sie hat 35.470 Einwohner (Zensus 1. August 2015).

## Baranggays
Tayasan ist politisch in 29 Barangays unterteilt.
| - Bacong - Bagoong - Bangag - Cabulotan - Cambaye - Dalaupon - Guincalaban - Ilaya-Tayasan - Jilabangan - Lag-it - Linao - Lutay - Maglilihe - Matauta | - Magtuhao - Pautog - Nabilog - Numnum - Palaslan - Tindahan - Pinalubngan - Pinocawan - Poblacion - Santa Cruz - Saying - Suquib - Tamao - Tambulan - Tanlad |